# بتفور
بتفور (به انگلیسی: Bathford) یک روستا و محله مدنی در بریتانیا است که در باث و سامرست شمال‌شرقی واقع شده‌است. بتفور ۱٬۷۵۹ نفر جمعیت دارد.